# Oswald Adriaensen
Oswald Adriaensen (1930) is een Belgisch voormalig politicus en bestuurder.

## Levensloop
Oswald Adriaensen studeerde af als burgerlijk ingenieur. Beroepshalve werd hij directeur en later directeur-generaal van de suikerfabriek van Moerbeke. Ook was hij voorzitter van de Belgische en Europese federatie van suikerfabrieken. In 1995 ging hij met pensioen.
Van 1976 tot 1983 was hij lid van de Bankcommissie. Van 1982 tot 1989 was hij voorzitter van de Nationale Delcrederedienst. In 1988 volgde hij Frans Grootjans als bestuurder van de Generale Bank (later Fortis Bank) op. Hij was tevens onafhankelijk bestuurder van Ethias.
In 1967 overleed de liberale burgemeester van Moerbeke Jean Lippens en werd Adriaensen schepen. In 1969 werd hij burgemeester, wat hij bleef tot 2000. Filip Marin volgde hem als burgemeester op. Van 2001 tot 2006 was hij schepen van Financiën en Openbare Werken.
Hij bekleedde tevens verschillende politieke bestuursmandaten. Zo was hij onder meer voorzitter van afvalintercommunale IDM en de sociale huisvestingmaatschappij Wonen cvba en bestuurder van de Intercommunale Vereniging voor Crematoriumbeheer in de Provincie Oost-Vlaanderen.
Zijn dochter Dominique Adriaensen was eveneens schepen van Moerbeke.
In 2024 schonk Adriaensen aan de gemeente Moerbeke een stalen kunstwerk dat de suikerfabriek voorstelt. Het werd op de voormalige suikersite geplaatst.